# Перемозька сільська рада (Лозівський район)
Перемо́зька сільська́ ра́да — адміністративно-територіальна одиниця та орган місцевого самоврядування в Лозівському районі Харківської області. Адміністративний центр — село Перемога.

## Загальні відомості
Перемозька сільська рада утворена в 1926 році.
- Територія ради: 69,154 км²
- Населення ради: 1 347 осіб (станом на 2001 рік)

## Населені пункти
Сільській раді підпорядковані населені пункти:
- с. Перемога
- с. Герсеванівка
- с. Роздори
- с. Червоний Кут

### Колишні населені пункти
- Вишневе

## Склад ради
Рада складається з 16 депутатів та голови.
- Голова ради: Халюта Віктор Михайлович
- Секретар ради: Кухмістер Тетяна Федорівна

### Керівний склад попередніх скликань
| Прізвище, ім'я, по батькові | Основні відомості                                                         | Дата обрання | Дата звільнення |
| --------------------------- | ------------------------------------------------------------------------- | ------------ | --------------- |
| Крайник Ганна Іванівна      | Сільський голова, 1956 року народження, член Партії регіонів              | 26.03.2006   | 31.10.2010      |
| Халюта Віктор Михайлович    | Сільський голова, 1963 року народження, освіта вища, член Партії регіонів | 31.10.2010   |                 |

Примітка: таблиця складена за даними сайту Верховної Ради України

### Депутати
За результатами місцевих виборів 2010 року депутатами ради стали:

#### За суб'єктами висування
| Суб'єкт висування                         | Кількість обраних депутатів | %    |
| ----------------------------------------- | --------------------------- | ---- |
| Партія регіонів                           | 9                           | 56,3 |
| Комуністична партія України               | 4                           | 25   |
| Партія «Відродження»                      | 2                           | 12,5 |
| Партія промисловців і підприємців України | 1                           | 6,3  |

#### За округами
| № округу                                  | Прізвище, ім'я, по батькові      | Дата визнання обраним | Освіта             | Партійна приналежність                         | Відомості про обраного депутата                                    |
| ----------------------------------------- | -------------------------------- | --------------------- | ------------------ | ---------------------------------------------- | ------------------------------------------------------------------ |
| Комуністична партія України               |                                  |                       |                    |                                                |                                                                    |
| 2                                         | Саган Валентина Володимирівна    | 05.11.2010            | середня            | позапартійна                                   | Тер. центр, соц. працівник                                         |
| 6                                         | Говоров Федір Михайлович         | 05.11.2010            | вища               | позапартійний                                  | пенсіонер                                                          |
| 7                                         | Шабельник Павло Йосипович        | 05.11.2010            | середня            | позапартійний                                  | тимчасово не працює                                                |
| 8                                         | Козлова Наталія Петрівна         | 05.11.2010            | середня спеціальна | позапартійна                                   | Перемозький відділ зв'язку, начальник                              |
| Партія «ВІДРОДЖЕННЯ»                      |                                  |                       |                    |                                                |                                                                    |
| 4                                         | Копитчук Олександр Іванович      | 05.11.2010            | вища               | член Партії «ВІДРОДЖЕННЯ»                      | Лозівський залізничний вокзал, начальник                           |
| 12                                        | Легка Таїсія Григорівна          | 05.11.2010            | середня спеціальна | член Партії «ВІДРОДЖЕННЯ»                      | станція Герсеванівський Харківської південної залізниці, начальник |
| Партія промисловців і підприємців України |                                  |                       |                    |                                                |                                                                    |
| 13                                        | Коломацький Григорій Олексійович | 09.01.2011            | середня спеціальна | член Партії промисловців і підприємців України | СПК № 2, кінолог                                                   |
| Партія регіонів                           |                                  |                       |                    |                                                |                                                                    |
| 1                                         | Омельченко Надія Миколаївна      | 05.11.2010            | середня            | позапартійна                                   | Лозівський міський відділ освіти, завгосп                          |
| 3                                         | Бабенко Світлана Анатоліївна     | 05.11.2010            | середня спеціальна | позапартійна                                   | Герсеванівський відділ зв'язку, начальник відділення               |
| 5                                         | Кухмістер Тетяна Федорівна       | 05.11.2010            | вища               | позапартійна                                   | Єлизаветівський НВК, вчитель                                       |
| 9                                         | Курлович Лариса Костянтинівна    | 05.11.2010            | середня спеціальна | позапартійна                                   | тимчасово не працює                                                |
| 10                                        | Кравчук Катерина Оксентіївна     | 05.11.2010            | середня спеціальна | позапартійна                                   | Перемозька сільська рада, секретар                                 |
| 11                                        | Бренкович Ірина Володимирівна    | 05.11.2010            | середня спеціальна | позапартійна                                   | пенсіонер                                                          |
| 14                                        | Пономаренко Олександр Павлович   | 09.01.2011            | середня спеціальна | член Партії регіонів                           | ТОВ «Супіна-Агро», охоронник                                       |
| 15                                        | Самофал Анатолій Олександрович   | 05.11.2010            | середня спеціальна | позапартійний                                  | Перемозька АСМ, водій                                              |
| 16                                        | Свердленко Світлана Степанівна   | 09.01.2011            | середня            | позапартійна                                   | приватний підприємець                                              |